# Корниоло (Форли-Чезена)
Корниоло (итал. Corniolo) је насеље у Италији у округу Форли-Чезена, региону Емилија-Ромања.
Према процени из 2011. у насељу је живело 175 становника. Насеље се налази на надморској висини од 583 м.